# Dealin'
| Recensione | Giudizio |
| ---------- | -------- |
| AllMusic   | [ 1 ]    |

Dealin' è un album discografico di Richard Davis, pubblicato dall'etichetta discografica Muse Records nel 1974.
L'album fu ripubblicato in seguito (1977) dalla Vedette Records (codice VPA 8358) con il titolo di Blues for Now, con lo stesso numero e ordine di scaletta dei brani.

## Tracce
Brani composti da Richard Davis
Lato A
1. What'd You Say – 6:25
2. Dealin' – 6:07
3. Julie's Rag Doll – 5:40

Lato B
1. Sweet'n – 3:57
2. Sorta – 3:15
3. Blues for Now – 11:06

## Musicisti
- Richard Davis - contrabbasso, basso fender
- Richard Davis - voce (solo nel brano: Julie's Rag Doll)
- Marvin Peterson - tromba, tamburello, cowbell
- Clifford Jordan - sassofono tenore, sassofono soprano, cowbell
- Paul Griffin - pianoforte, organo, pianoforte elettrico, clavinet
- David Spinozza - chitarra
- Freddie Waits - batteria

Note aggiuntive
- Don Schlitten - produttore
- Registrato il 14 settembre 1973 al RCA Studios di New York
- Paul Goodman - ingegnere delle registrazioni
- Dan Morgenstern - note di retrocopertina[3]